# Referéndum revocatorio de Bolivia de 2008
Un referéndum revocatorio se celebró en Bolivia el domingo 10 de agosto de 2008 para decidir la permanencia del presidente Evo Morales, el vicepresidente Álvaro García Linera y de ocho de los nueve prefectos departamentales.
El presidente Evo Morales fue ratificado en su cargo al obtener el 67.43% de votos a su favor. Los prefectos de Chuquisaca, Oruro, Potosí, Tarija, Santa Cruz, Pando y Beni también fueron ratificados en sus cargos. Los prefectos opositores de La Paz y Cochabamba fueron revocados al obtener resultados adversos.

## Reglas
Luego del Referéndum autonómico en Santa Cruz, celebrado el domingo 4 de mayo de 2008, Morales promulgó una ley llamando a un referendo revocatorio de mandatos. Esta ley fue aprobada por el Senado boliviano y la Cámara de Diputados, controladas por la oposición y el oficialismo respectivamente.
De acuerdo a esta ley, para revocar al presidente y al vicepresidente, es necesario obtener un porcentaje en contra superior al porcentaje obtenido cuando fueron elegidos, es decir, es necesario que el 53.7% de los votantes vote en contra de ellos para revocarlos.
Inicialmente, esta regla también aplicaba a los prefectos, que requerían porcentajes menores para ser revocados:
| Prefecto             | Departamento | Porcentaje requerido |
| -------------------- | ------------ | -------------------- |
| José Luis Paredes    | La Paz       | 37.99%               |
| Leopoldo Fernández   | Pando        | 48.03%               |
| Ernesto Suárez       | Beni         | 44.64%               |
| Rubén Costas         | Santa Cruz   | 47.87%               |
| Alberto Luis Aguilar | Oruro        | 40.95%               |
| Mario Virreira       | Potosí       | 40.69%               |
| Mario Cossío         | Tarija       | 45.65%               |
| Manfred Reyes Villa  | Cochabamba   | 47.64%               |

Luego, la Corte Nacional Electoral (CNE) indicó que debían obtener más del 50% de los votos para que los prefectos fueran revocados. El gobierno rechazó esta declaración del organismo electoral. Observadores de la OEA y del Mercosur participaron en el referéndum. Posteriormente, la OEA avaló la opinión del CNE, aumentando la posibilidad de que la mayoría de los prefectos permanezcan en su cargo.
La opositora Savina Cuéllar, prefecta del Departamento de Chuquisaca no participó en este referéndum por haber sido elegida en junio de 2008, a diferencia de los otros prefectos, que fueron elegidos en el 2005.
En caso de que el presidente y el vicepresidente reciban un resultado adverso, se convocarán elecciones generales en un plazo de 90 y 180 días. En caso de que los prefectos sean revocados, dejarán el cargo de inmediato y el presidente designará un nuevo prefecto hasta la convocación de nuevas elecciones departamentales.
Inicialmente, los prefectos de Santa Cruz, Tarija, Beni y Pando se negaron a participar en el referendo, pero el 4 de julio cambiaron de opinión Luego, estos prefectos iniciaron una huelga de hambre, pero posteriormente el prefecto de Santa Cruz la abandonó.

## Encuestas
Las encuestas indicaban que Morales permanecería en el poder, aunque la diferencia entre el voto positivo y negativo era variada. Sondeos privados indicaban que obtendrían un 54% de aprobación, otros aseguraban un apoyo al presidente de entre 74% y 79%. También se vaticinaba que varios prefectos opositores serían ratificados, incluyendo al de Santa Cruz.
Según algunas fuentes, el referéndum no resolvería la crisis política boliviana, ya que aunque Morales sea ratificado nacionalmente, sería derrotado regionalmente en varios de los departamentos que se han declarado autónomos.

## Desarrollo
Unas 4 millones 90 mil 711 personas se encontraban habilitadas para votar al inicio del referéndum.
Durante el referéndum, desconocidos intentaron atacar al prefecto de La Paz, José Luis Paredes, sin éxito. Además, el prefecto del departamento de Cochabamba, Manfred Reyes Villa, se negó a votar, aunque el voto en Bolivia es obligatorio, y anticipó que no reconocerá los resultados sin importar cuáles sean.
El referéndum finalizó a las 4 de la tarde, hora local, bajo un ambiente general de tranquilidad.

## Resultados

### Oficiales
| Departamento | Población Electoral | Opción Sí | SI     | Opción No | NO     | Participación |
| ------------ | ------------------- | --------- | ------ | --------- | ------ | ------------- |
| Chuquisaca   | 221.493             | 92.616    | 53.88% | 79.266    | 46.12% | 80.73%        |
| La Paz       | 1.270.488           | 885.028   | 83.27% | 177.772   | 16.73% | 88.37%        |
| Cochabamba   | 712.117             | 402.681   | 70.90% | 165.276   | 29.10% | 86.01%        |
| Oruro        | 208.311             | 141.021   | 83.00% | 28.890    | 17.00% | 87.11%        |
| Potosí       | 281.643             | 185.317   | 84.87% | 33.029    | 15.13% | 84.45%        |
| Tarija       | 189.133             | 66.645    | 49.83% | 67.102    | 50.17% | 79.80%        |
| Santa Cruz   | 981.956             | 272.413   | 40.73% | 396.413   | 59.27% | 76.05%        |
| Beni         | 148.771             | 43.146    | 43.72% | 55.542    | 56.28% | 76.02%        |
| Pando        | 33.794              | 13.753    | 52.50% | 12.445    | 47.50% | 84.17%        |
| TOTAL        | 4.047.706           | 2.103.732 | 67.41% | 1.016.992 | 32.59% | 83.33%        |

| Departamento                     | Actas Escrutadas | Opción Sí | SI     | Opción No | NO     | Participación |
| -------------------------------- | ---------------- | --------- | ------ | --------- | ------ | ------------- |
| José Luis Paredes (La Paz)       | 100.00%          | 362.214   | 35.48% | 662.259   | 64.52% | 88.34%        |
| Manfred Reyes Villa (Cochabamba) | 100.00%          | 195.290   | 35.19% | 359.602   | 64.81% | 85.96%        |
| Alberto Luís Aguilar (Oruro)     | 99.72%           | 84.364    | 50.86% | 81.525    | 49.14% | 87.12%        |
| Marío Virreira (Potosí)          | 100.00%          | 171.629   | 79.08% | 45.390    | 20.92% | 84.42%        |
| Marío Cossío (Tarija)            | 100.00%          | 78.170    | 58.06% | 56.474    | 41.94% | 79.80%        |
| Rubén Costas (Santa Cruz)        | 100.00%          | 451.191   | 66.43% | 228.041   | 33.57% | 76.04%        |
| Ernesto Suárez (Beni)            | 100.00%          | 64.866    | 64.25% | 36.091    | 35.75% | 76.09%        |
| Leopoldo Fernández (Pando)       | 100.00%          | 14.841    | 56.21% | 11.564    | 43.79% | 85.25%        |

La participación fue de 83.33%.

### Boca de urna
Las principales encuestas realizadas a boca de urna confirmaron que Evo Morales fue ratificado en su cargo ya que entre 57.5% y 60.1% de los votos fueron a su favor.
Morales recibió un apoyo de 77% en La Paz, el departamento más poblado de Bolivia. Potosí fue el departamento más favorable a la ratificación, puesto que el 80.8% de sus habitantes apoyaron esta idea. En Oruro, Cochabamba y Pando, Morales logró reunir el 78.6, 65.7 y el 51.8% de los votos, respectivamente. Casi el 60% de los habitantes de Santa Cruz rechazaron al presidente boliviano. En Chuquisaca, Morales obtuvo un apoyo aproximado del 49.6%. En Tarija y Beni el rechazo a Morales se situó en 59.1 y 53.5% respectivamente.
De los prefectos, dos de los ocho sometidos a consulta fueron revocados, los prefectos opositores de La Paz y Cochabamba. Inicialmente, las encuestas indicaban que el prefecto oficialista de Oruro también había sido revocado, pero los resultados oficiales negaron esto.
Rubén Costas, de Santa Cruz, obtuvo entre 71.2 y 79% de votos favorables. Ernesto Suárez, de Beni, puede haber obtenido hasta el 73% de los votos a su favor. Mario Cossío, de Tarija, obtuvo una aprobación de 65%, y Leopoldo Fernández, de Pando, obtuvo logró recibir el apoyo del 60% de sus electores. El oficialista Mario Virreira, de Potosí, se mantiene en su cargo al recibir el 75.9% de votos a favor.
El prefecto de La Paz, José Luis Paredes, recibió entre 55 y 60% de votos en contra.
De acuerdo a las encuestas, el oficialista prefecto de Oruro, Alberto Luis Aguiler Calle, recibió la desaprobación de casi el 83% de su electorado, pero los resultados oficiales indicaron que el rechazo era muy inferior, siendo ratificado.
El prefecto de Cochabamba, Manfred Reyes Villa, obtuvo un rechazo de entre 56.7 y 63%, pero este aseguró que no dejaría el cargo. Sin embargo, poco después accedió a dejar el poder. Reyes había sido el único prefecto que había mantenido su postura inicial de declarar ilegal al referéndum.

## Consecuencias
El presidente Evo Morales anunció el 11 de agosto que esperaría que el CNE anunciase los resultados oficiales para seleccionar prefectos interinos, que reemplazarían a los prefectos revocados. De acuerdo al Ministro de Defensa, Wálker San Miguel, Morales convocará a nuevas elecciones en un máximo de 120 días para que los nuevos prefectos terminen el mandato de sus predecesores.